# 荔枝山
荔枝山，或音譯古楞山、庫楞山，是柬埔寨暹粒省的一個山脈，位於荔枝山國家公園內:108。
荔枝山是位於扁擔山脈以南的一個中等高度的小山地高原，距離暹粒以北約48公里。其最高點為487米，高度非常規則，平均高度有400米。
地質學上，荔枝山由砂岩組成。這裡在吳哥時期是一個重要的採石場，主要採石場位於山體的東南角。
诺罗敦·西哈努克寫過一首名叫《荔枝山》（Phnom Kulen）的歌，頌揚這裡的美麗。